# Martha Henry
Martha Kathleen Henry CC OOnt (Detroit, 17 de fevereiro de 1938 - Stratford, 21 de outubro de 2021) foi uma atriz canadense.

## Biografia

### Infância
Martha Kathleen Buhs nasceu em 17 de fevereiro de 1938, em Detroit. Seus pais, Lloyd e Kathleen (Hatch) Buhs, se divorciaram quando ela tinha 5 anos. Sua mãe era uma pianista que tocava em salões de coquetéis e muitas vezes trabalhava à noite, então Martha foi criada por seus avós até os 14 anos. Ela sempre demonstrou interesse em atuar desde muito jovem.

### Carreira
Ainda adolescente, Martha se juntou à mãe, nas apresentações de uma trupe de entretenimento. Ela se matriculou no que hoje é a Carnegie Mellon University School of Drama, em Pittsburgh. Depois de se formar em 1959, mudou-se para Ontário e trabalhou com o Crest Theatre em Toronto. Então ela se matriculou na Escola Nacional de Teatro em Montreal, quando foi fundada em 1960, e se tornou sua primeira graduada em atuação: na metade do curso de três anos, como ela disse ao The Press, os diretores disseram que ela estava pronta para uma carreira profissional. Semanas depois, ela fez sua estreia em Stratford como Miranda em A Tempestade.
Fora do teatro, Martha teve uma carreira no cinema e na televisão. Por seu trabalho, ela acabaria ganhando cinco Genie Awards e três Gemini Awards.

## Vida pessoal
Martha se casou com o ator Douglas Rain em 1968, mas eles se divorciaram em 1988. Em 1989 se casou com Rod Beattie, com quem teve uma filha, Emma Rain.

## Morte
Martha morreu de câncer pouco depois da meia-noite de 21 de outubro de 2021, em sua casa em Stratford, Ontário, doze dias após sua aparição final na peça Three Tall Women.